# Melanie Paschke
Melanie Paschke (29 de junho de 1970) é uma ex-velocista alemã, especialista nos 100 m rasos. Foi campeã mundial do revezamento 4x100 m no Campeonato Mundial de Atletismo de 2001, em  Edimburgo, Canadá, junto com  Gabi Rockmeier, Birgit Rockmeier e Marion Wagner  e conquistou mais uma medalha de bronze em Gotemburgo 1995, também nos 4x100 m. 
A equipe alemã chegou em segundo lugar na ocasião, mas herdou as medalhas de ouro após a desclassificação da equipe dos EUA anos depois, em virtude do escândalo de doping conhecido como caso BALCO, que cassou todas as medalhas e títulos de Marion Jones e Kelli White naquele período, duas integrantes daquele revezamento.